# Busters
Le Busters (버스터즈?) sono un gruppo musicale sudcoreano formatosi a Seul nel 2017.

## Storia
Le Busters vengono formate per promuovere una serie televisiva prodotta da Monstergram, Idol Rangers Power Busters. Pubblicano il loro singolo di debutto Dream On il 27 novembre 2017 e un secondo singolo, Grapes, il 12 giugno 2018. A gennaio 2019 Minjung lascia il gruppo e viene sostituita da Yeseo. Il 31 luglio il gruppo pubblica l'EP Pinky Promise, mentre il 19 novembre Minji esce dalle Busters per motivi personali. Il 10 dicembre la casa discografica annuncia l'ingresso dell'attrice bambina Jieun nel quintetto. Altri due membri, Takara e Minji, si uniscono alle Busters per l'uscita a maggio 2020 del loro album Paeonia, che non vede però la partecipazione di Hyungseo, che aveva lasciato il gruppo a fine marzo per concentrarsi sugli studi.
Il 6 agosto 2020, Jisoo, Yeseo e Chaeyeon escono dal sestetto per concentrarsi sulla recitazione, e il gruppo cambia nome in Power Busters, mentre le attività svolte fino a quel momento vengono rinominate Bustersβ (Busters Beta). Seira e Minmin si aggiungono alle Busters rispettivamente a marzo e maggio 2021. Nel 2021 Minmin lascia il gruppo e alla formazione si aggiunge Yunji.

### Cronologia

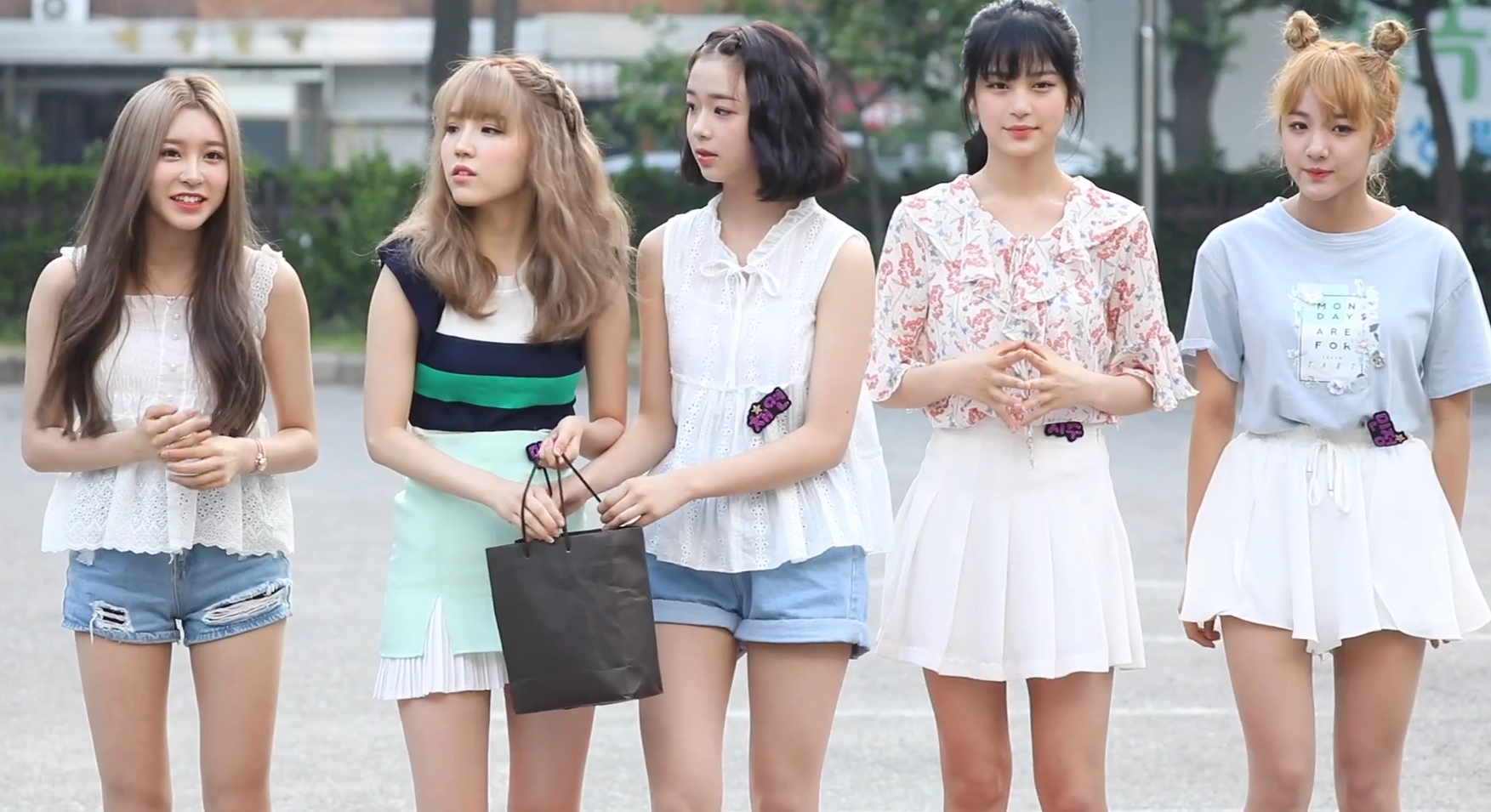
La formazione originale delle Busters. Da sinistra: Hyungseo, Minji, Chaeyeon, Jisoo e Minjung.

## Formazione
Attuale
- Jieun – voce (2019-presente)
- Takara  – voce (2020-presente)
- Minji – voce (2020-presente)
- Seira – voce (2021-presente)
- Yunji  – (2021-presente)

Ex-membri
- Minjung – voce (2017-2019)
- Minji – leader, voce (2017-2019)
- Hyungseo – voce (2017-2020)
- Jisoo – voce (2017-2020)
- Chaeyeon – voce (2017-2020)
- Yeseo – voce (2019-2020)
- Minmin – voce (2021)

## Discografia

### EP
- 2019 – Pinky Promise

### Singoli
- 2017 – Dream On
- 2018 – Grapes
- 2020 – Paeonia

## Videografia
- 2017 – Dream On
- 2017 – Lalala
- 2018 – Grapes
- 2019 – Pink Promise

## Riconoscimenti
- Korea Brand Award
  - 2018 – Candidatura Female Rookie of the Year[senza fonte]
- Korea Culture Entertainment Awards
  - 2017 – Rookie of the Year[14]
  - 2018 – K-pop Singers Award[15]
- Korea Environment Culture Awards
  - 2017 – Global Asia Star Award in Culture[16]
- Korean Wave Award
  - 2019 – Rising Star Award for Popular Culture[17]